# A Lyga 1994-95
La A Lyga 1994-95 es la quinta edición del torneo de fútbol más importante de Lituania tras la independencia de la Unión Soviética y contó con la participación de 12 equipos.
El Inkaras-Grifas Kaunas ganó la final y su primer título de liga.

## Clasificación
| Pos. | Equipo             | Pts. | PJ | G  | E | P  | GF | GC | Dif. | Clasificación o descenso              |
| ---- | ------------------ | ---- | -- | -- | - | -- | -- | -- | ---- | ------------------------------------- |
| 1    | Inkaras-Grifas (C) | 52   | 22 | 16 | 4 | 2  | 50 | 12 | +38  | Ronda Preliminar UEFA Cup             |
| 2    | Žalgiris           | 53   | 22 | 17 | 2 | 3  | 61 | 14 | +47  | Ronda Clasificatoria Cup Winners' Cup |
| 3    | ROMAR              | 49   | 22 | 15 | 4 | 3  | 51 | 14 | +37  | Difunto al finalizar la temporada     |
| 4    | Panerys            | 39   | 22 | 11 | 6 | 5  | 35 | 25 | +10  | Fase de Grupos Intertoto Cup          |
| 5    | Aras               | 40   | 22 | 13 | 1 | 8  | 41 | 28 | +13  |                                       |
| 6    | FBK Kaunas         | 32   | 22 | 8  | 8 | 6  | 25 | 22 | +3   |                                       |
| 7    | Sakalas            | 31   | 22 | 9  | 4 | 9  | 37 | 23 | +14  |                                       |
| 8    | Ekranas            | 29   | 22 | 7  | 8 | 7  | 21 | 18 | +3   |                                       |
| 9    | Banga              | 15   | 22 | 3  | 6 | 13 | 19 | 56 | −37  |                                       |
| 10   | Ukmergė            | 14   | 22 | 3  | 5 | 14 | 12 | 58 | −46  |                                       |
| 11   | Sirijus            | 9    | 22 | 2  | 3 | 17 | 12 | 39 | −27  |                                       |
| 12   | Interas-AE (D)     | 6    | 22 | 1  | 3 | 18 | 8  | 63 | −55  | Descenso a la 1 Lyga                  |

 Fuente: RSSSF.com
Notas:
1. ↑  El título se decidió en una final debido a que el Inkaras-Grifas y el Žalgiris terminaron empatados en puntos.

## Resultados
| Local \ Visitante | ARA | BAN | EKR | FBK | INK | IAE | PAN | ROM | SAK | SIR | UKM | ŽAL |
| ----------------- | --- | --- | --- | --- | --- | --- | --- | --- | --- | --- | --- | --- |
| Aras              |     | 5–3 | 1–2 | 2–1 | 0–3 | 9–2 | 1–2 | 1–0 | 2–0 | 2–1 | 3–0 | 2–3 |
| Banga             | 1–6 |     | 0–0 | 1–1 | 0–3 | 0–0 | 1–1 | 0–2 | 1–2 | 2–2 | 1–1 | 0–2 |
| Ekranas           | 1–2 | 1–0 |     | 0–0 | 0–1 | 2–0 | 0–2 | 0–1 | 0–0 | 4–0 | 3–0 | 0–0 |
| FBK Kaunas        | 0–1 | 3–1 | 1–1 |     | 1–0 | 4–1 | 0–0 | 2–2 | 0–2 | 2–1 | 0–0 | 1–0 |
| Inkaras-Grifas    | 1–0 | 5–1 | 2–0 | 3–2 |     | 8–0 | 2–2 | 2–1 | 3–1 | 3–0 | 2–0 | 0–2 |
| Interas-AE        | 0–1 | 1–2 | 0–0 | 0–3 | 0–3 |     | 0–2 | 0–5 | 1–0 | 0–1 | 1–1 | 0–3 |
| Panerys           | 2–0 | 6–0 | 1–1 | 0–0 | 2–3 | 2–1 |     | 1–3 | 1–0 | 2–0 | 5–0 | 0–6 |
| ROMAR             | 3–0 | 4–0 | 0–0 | 2–0 | 0–0 | 6–0 | 1–0 |     | 4–3 | 2–0 | 5–0 | 5–2 |
| Sakalas           | 0–1 | 5–1 | 2–0 | 0–0 | 0–0 | 5–1 | 0–1 | 0–1 |     | 2–1 | 3–0 | 1–0 |
| Sirijus           | 0–2 | 0–1 | 1–2 | 0–2 | 0–1 | 2–0 | 0–0 | 0–4 | 0–0 |     | 0–1 | 2–4 |
| Ukmergė           | 0–0 | 2–3 | 1–3 | 0–2 | 0–5 | 1–0 | 2–3 | 0–0 | 1–9 | 2–1 |     | 0–5 |
| Žalgiris          | 3–0 | 4–0 | 3–1 | 5–0 | 0–0 | 3–0 | 4–0 | 3–0 | 4–2 | 1–0 | 4–0 |     |

## Final
| 19 de junio de 1995 | FK Žalgiris Vilnius | 0 – 2 | Inkaras-Grifas Kaunas | Aukštaitija Stadium, Panevėžys |  |
|                     |                     |       | Maciulevičius 31' 55' |                                |  |